# Łozyczne
Łozyczne (ukr. Лозичне) – wieś na Ukrainie, w obwodzie chmielnickim, w rejonie szepetowskim, w hromadzie Sudyłków. W 2001 liczyła 735 mieszkańców, spośród których 723 wskazało jako ojczysty język ukraiński, 7 rosyjski, 1 mołdawski, 1 białoruski, a 3 inny.